# VeriChip
VeriChip – pierwszy zaaprobowany przez amerykańską Agencję Żywności i Leków, w 2004 roku, biochip identyfikacyjny (RFID) przeznaczony do wszczepiania w ludzkie ciało. Został wprowadzony na rynek przez VeriChip Corporation.
Technologię dla układu VeriChip opracowała pierwotnie firma Destron Fearing, spółka zależna Digital Angel.
W 2004 roku amerykańska Agencja Żywności i Leków (FDA) sklasyfikowała VeriChip jako wyrób medyczny należący do 2. klasy w zakresie wymaganego poziomu kontroli niezbędnego do zapewnienia jego bezpieczeństwa i skuteczności, co oznacza, że m.in. jest wymagany nadzór po wprowadzeniu do obrotu. W tym samym roku FDA opublikowała również projekt wytycznych opisujących zakres kontroli wymaganych do wprowadzenia takich urządzeń na rynek.

## Zastosowanie
Implant VeriChip wprowadzony został na rynek jako sposób na ograniczenie dostępu do określonych obiektów. Używany był na przykład w klubie nocnym Baja Beach Club w Rotterdamie w Holandii, gdzie wykorzystywano go do identyfikacji gości VIP.